# Lasionycta curta
Lasionycta curta är en fjärilsart som beskrevs av Morrison 1875. Lasionycta curta ingår i släktet Lasionycta och familjen nattflyn. Inga underarter finns listade i Catalogue of Life.